# Payungan
Payungan is een bestuurslaag in het regentschap Semarang van de provincie Midden-Java, Indonesië. Payungan telt 2777 inwoners (volkstelling 2010).